# Pino Pascali
Pino Pascali (Bari, 19 ottobre 1935 – Roma, 11 settembre 1968) è stato un artista italiano.

## Biografia
Nasce da genitori di Polignano a Mare; la madre Lucia era cugina degli scultori Arnaldo e Giò Pomodoro. Trascorre l'adolescenza a Bari, dove frequenta il liceo scientifico, ma, già ripetente, si trasferisce e si diploma al liceo artistico di Napoli. Nel 1956 va a vivere a Roma, dove si iscrive all'Accademia di Belle Arti e frequenta le lezioni di Toti Scialoja. Dopo il diploma comincia a lavorare come aiuto scenografo alla Rai. Nel contempo inizia una collaborazione, che diventerà poi continuativa, con Sandro Lodolo, realizzando Caroselli, spot pubblicitari e sigle televisive.
Negli anni 60 partecipa a varie mostre collettive, e nel 1965 realizza la sua prima personale presso la galleria romana La Tartaruga. L'anno successivo espone alla galleria L'Attico. In soli tre anni ottiene un notevole riscontro da parte della critica e viene notato da influenti galleristi italiani e internazionali. Nel 1968, proprio all'apice della sua carriera e mentre alcune sue opere erano in mostra alla Biennale d'arte di Venezia, muore prematuramente a Roma per le conseguenze di un grave incidente in motocicletta, sua grande passione; in quella stessa Biennale riceve postumo il Premio Internazionale per la Scultura. La sua tomba si trova nel cimitero di Polignano a Mare.
Artista eclettico, Pascali fu scultore, scenografo e performer. Nelle sue opere riunisce le radici della cultura mediterranea (i campi, il mare, la terra e gli animali) con la dimensione ludica dell'arte: un ciclo di opere è dedicato alle armi, veri e propri giocattoli realizzati con materiali di recupero (metalli, paglia, corde) e molti suoi lavori ripropongono le icone e i feticci della cultura di massa. 
Nella serie Ricostruzione della natura, iniziata nel 1967 Pascali analizza il rapporto tra la produzione industriale in serie e natura.
È ritenuto uno dei più importanti esponenti dell'arte povera, insieme a Michelangelo Pistoletto, Jannis Kounellis, Mario Merz, Alighiero Boetti, Eliseo Mattiacci, Renato Mambor, Sergio Lombardo e Cesare Tacchi. Fu il primo a formalizzare le pozzanghere con l'acqua vera, da cui nacque la mostra Fuoco immagine acqua terra avvenuta all'Attico nel maggio 1967: l'opera è esposta in permanenza alla Galleria nazionale d'arte moderna e contemporanea di Roma.

## Pino Pascali nei musei

### Musei in Italia
- Museo della città di Livorno
- Galleria civica d'arte moderna e contemporanea di Torino
- Galleria nazionale d'arte moderna e contemporanea di Roma
- Museo di arte contemporanea di Roma
- Pinacoteca metropolitana di Bari
- Fondazione Museo Pino Pascali di Polignano a Mare
- Palazzo Collicola arti visive - Museo Carandente di Spoleto
- Museo di arte moderna di Avezzano
- Galleria d'arte moderna e contemporanea di Bergamo
- Fondazione Prada di Milano
- Collezione Roberto Casamonti, Firenze
- Castello di Rivara - Museo d'Arte Contemporanea, Rivara

### Musei all'estero
- Centro Georges Pompidou di Parigi
- Museum of Modern Art di New York
- Mumok di Vienna
- Museum of Modern Art di Osaka
- Tate Modern di Londra
- Museo Art moderne et Contemporaine di Strasburgo
- Museo di Epinal
- Toyota Municipal Museum of Art
- Macedonian Museum of Contemporary Art di Salonicco
- Kunstmuseum Liechtenstein di Vaduz